# ポール・ウィリス
ポール・ウィリス（英: Paul Willis、1945年4月1日 - )は、イギリスの文化社会学者・人類学者。キール大学の社会/文化エスノグラフィー教授を経て、2010年よりプリンストン大学教授。

## 『ハマータウンの野郎ども』
ウィリスは、バーミンガム大学で学び、現代文化研究センターで研究をし、郷里のウルヴァーハンプトン大学に就職した。
1977年に出版したイギリスの若者研究『ハマータウンの野郎ども』(原題 "Learning to Labour: How Working Class Kids Get Working Class Jobs"）によって経験的社会研究者として有名になる。当著は、労働者階層の家庭出身の若者たちが、中流階層に対して抱く反抗的な気分を提示し、社会の中で中心的な位置にある学校の学習文化を克明に描き出したことで知られている。この『ハマータウンの野郎ども』以来、ウィリスはイギリスの現代文化研究の指導的な研究者の一人と目されるようになった。
その後、ウィリスは、イギリスの日常文化の理論家としての仕事と並んで、とりわけ暴走族の社会からドロップアウトした文化やパンクミュージック文化についてのエスノグラフ研究も発表している。
ウィリスは、自著や論文の中で、ささやかな日常のエスノグラフィへのアプローチとして、伝統的・民俗的で、経験的な着手点や（ゴットリープ・シュナッパー=アムトの意味での）生活世界を、反省的、社会科学的な意味での理論的な問題設定や展望（二重の解釈学）と結びつけて見せている。

## 著書と論文
- Learning to Labour: How Working Class Kids Get Working Class Jobs 1977（『ハマータウンの野郎ども―学校への反抗・労働への順応』1985年　筑摩書房、1996年　ちくま学芸文庫）
- Learning to Labour - in New times, (ed with Nadine Dolby & Greg Dimitriadis). New York: Routledge, 2004
  - 上記『ハマータウンの野郎ども』を20数年後に振り返るエッセイ集
- The Ethnographic Imagination ,. Cambridge: Polity, 2000
- Profane Culture . London: Routledge & Kegan Paul, 1978
- Moving Culture. London: Gulbenkian Foundation, 1990.
- Common Culture (with S Jones, J Canaan and G Hurd). Milton Keynes: Open University, Press 1990, reprinted 1994 & 1996.
- "The Youth Review" (with A Bekenn, T Ellis and D Whitt) . Aldershot: Gower, 1988
- "The Social Condition of Young People in Wolverhampton in 1984"(with A Bekenn, T Ellis and D Whitt) . Wolverhampton: Wolverhampton Borough Council, 1985.
- Neuvas Perspectivas Criticas en Educacion. (jointly edited with M Castells) et al Barcelona: Paidós Educador, 1994